# BYD Destroyer 05

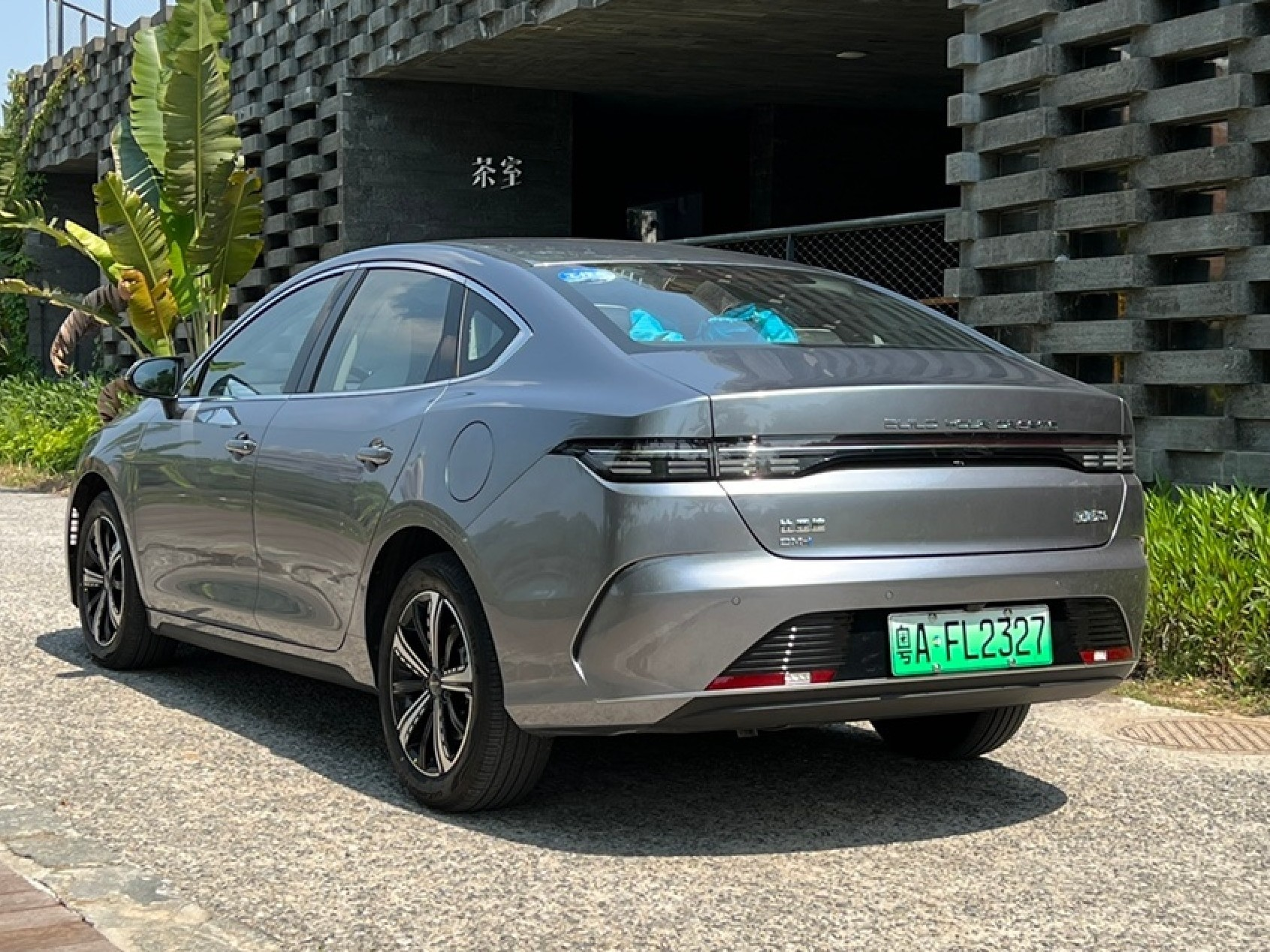
Heckansicht

Der BYD Destroyer 05 ist eine zwischen 2022 und 2025 gebaute Mittelklasse-Limousine des chinesischen Automobilherstellers BYD Auto. In China wurde das Auto als BYD Quzhujian 05, in Usbekistan als BYD Chazor und in Brasilien als BYD King verkauft. Das Nachfolgemodell ist der BYD Seal 05, der im Januar 2025 in den Handel kam.

## Geschichte
Vorgestellt wurde das Außendesign des Fahrzeugs erstmals im November 2021 auf der Guangzhou Auto Show. Den Innenraum zeigte BYD Ende Dezember 2021. Verkauft wurde der Destroyer 05 ab März 2022 auf dem chinesischen Heimatmarkt. Er gilt als erstes Modell der sogenannten „Kriegsschiff“-Serie des Herstellers, unter der Plug-in-Hybride angeboten werden sollen.

## Technische Daten
Für den Plug-in-Hybrid-Antrieb DM-i kombiniert BYD einen 1,5-Liter-Ottomotor mit einem von zwei Elektromotoren. Damit ergibt sich die Systemleistung zu 132 oder 145 kW. Als Energiespeicher für die elektrische Energie stehen zwei Lithium-Eisenphosphat-Akkumulatoren („Blade-Batterie“) mit 8,3 oder 18,3 kWh zur Wahl. Die maximale elektrische Reichweite nach NEFZ mit der größeren Batterie wird mit 120 km angegeben.
| Kenngrößen                                  | DM-i                        | DM-i                        |
| ------------------------------------------- | --------------------------- | --------------------------- |
| Bauzeitraum                                 | 03/2022–01/2025             | 03/2022–01/2025             |
| Motorkenndaten                              |                             |                             |
| Motortyp                                    | R4-Ottomotor + Elektromotor | R4-Ottomotor + Elektromotor |
| Hubraum                                     | 1498 cm³                    | 1498 cm³                    |
| max. Leistung Verbrennungsmotor             | 81 kW (110 PS) bei 6000/min | 81 kW (110 PS) bei 6000/min |
| max. Systemleistung                         | 132 kW (180 PS)             | 145 kW (197 PS)             |
| max. Drehmoment Verbrennungsmotor           | 135 Nm bei 4500/min         | 135 Nm bei 4500/min         |
| max. Systemdrehmoment                       | 316 Nm                      | 325 Nm                      |
| Kraftübertragung                            |                             |                             |
| Antrieb                                     | Vorderradantrieb            | Vorderradantrieb            |
| Getriebe                                    | E-CVT                       | E-CVT                       |
| Antriebsbatterie                            |                             |                             |
| Zellchemie                                  | Lithium-Ionen-Akkumulator   | Lithium-Ionen-Akkumulator   |
| Energieinhalt                               | 8,3 kWh                     | 18,3 kWh                    |
| Messwerte                                   |                             |                             |
| Höchstgeschwindigkeit                       | 185 km/h                    | 185 km/h                    |
| Beschleunigung, 0–100 km/h                  | 7,9 s                       | 7,3 s                       |
| Kraftstoffverbrauch auf 100 km (kombiniert) | 1,3 l Super                 | 1,6 l Super                 |
| Tankinhalt                                  | 48 l                        | 48 l                        |
| elektrische Reichweite nach NEFZ            | 55 km                       | 120 km                      |
| Abgasnorm                                   | China VI                    | China VI                    |